# Kraftwerk Degerforsen
Das Kraftwerk Degerforsen (schwedisch Degerforsens kraftverk) ist ein Wasserkraftwerk in der Gemeinde Sollefteå, Provinz Västernorrlands län, Schweden, das am Ångermanälven liegt. Es ging 1965 in Betrieb. Das Kraftwerk ist im Besitz von Uniper und wird auch von Uniper betrieben.

## Absperrbauwerk
Das Absperrbauwerk besteht aus einem Staudamm. Die Wehranlage mit den drei Wehrfeldern und das Maschinenhaus befinden sich in der Mitte des Hauptstaudamms; auf dem rechten Flussufer schließt sich daran ein weiterer Nebendamm an. Die Höhe des Bauwerks beträgt 18 m. Die Länge der Dammkrone liegt bei 2150 m und das Volumen des Staudamms beträgt 235.000 m³. Über die Wehranlage können maximal 1365 m³/s abgeleitet werden.
Der zugehörige Stausee erstreckt sich über eine Fläche von 5 km². Der für die Elektrizitätserzeugung nutzbare Stauraum liegt bei 4,9 (bzw. 5) Mio. m³ Wasser.

## Kraftwerk
Das Kraftwerk ging 1965 in Betrieb. Es verfügt mit zwei Kaplan-Turbinen über eine installierte Leistung von 62 (bzw. 63 oder 78) MW. Die durchschnittliche Jahreserzeugung liegt bei 295 Mio. kWh.
Die Fallhöhe beträgt 24 (bzw. 24,9) m. Der maximale Durchfluss liegt bei 300 m³/s.
Im Oktober 2011 erhielt Andritz Hydro den Auftrag zur Lieferung eines neuen Laufrades für eine der beiden Kaplan-Turbinen. Die neue Turbine leistet 39,1 MW; ihre Nenndrehzahl liegt bei 136 Umdrehungen pro Minute.